# Hans-Peter Drögemüller
Hans-Peter Drögemüller (in neugriechischer Transkription: Ιωάννης Πέτρος Ντρεγκεμήλερ; * 10. März 1932 in Hamburg; † 19. August 2015 in Heist) war ein deutscher Altphilologe und Gymnasiallehrer.

## Leben
Nach dem Studium der Klassischen Philologie wurde Drögemüller 1956 an der Universität Hamburg mit einer bei Hartmut Erbse angefertigten Dissertation zu den Gleichnissen im hellenistischen Epos promoviert. Drögemüller hat anschließend eine größere Arbeit zur Stadt Syrakus veröffentlicht und neben verschiedenen Aufsätzen eine Reihe von Beiträgen zu den Bänden 3 (1969) bis 5 (1975) des Kleinen Pauly beigesteuert.
Als Gräzist gehörte Drögemüller wie andere seiner Generation (insbesondere Hans Eideneier) zu den Vorreitern einer Berücksichtigung der neugriechischen Sprache und Literatur. So hat er verschiedentlich auf diesem Gebiet publiziert, zuletzt die erste vollständige Übersetzung der Hymne an die Freiheit von Dionysios Solomos, welcher der Text der griechischen Nationalhymne entnommen ist. Für die Sprachvermittlung an Griechen hatte er bereits zu Beginn der 60er Jahre eine kurze Sprachlehre des Deutschen in griechischer Sprache verfasst.
Als Gymnasiallehrer hat Drögemüller darüber hinaus didaktische und fachdidaktische Literatur publiziert.
Drögemüller war schließlich als Autor einer vielbenutzten Darstellung der Iranischen Revolution hervorgetreten.

## Schriften
- Die Gleichnisse im hellenistischen Epos. Masch. Dissertation Hamburg 1956
- Μικρή γραμματική της γερμανικής γλώσσας. Μέθοδος Γκασπαΐ – Οττο – Σαυερ. Με αναγνώσματα, γραμματικές και συνταχτικές ασκήσεις (Kleine deutsche Sprachlehre für Griechen). Heidelberg, Groß 1962 u.ö., ISBN 3-87276-054-8
- Syrakus. Zur Topographie und Geschichte einer griechischen Stadt. Mit einem Anhang zu Thukydides 6, 96 ff. und Livius 24. 25. Heidelberg, C. Winter 1969 (Gymnasium, Beih. 6), Rezension von: H. D. Westlake, in: The Classical Review n.s. 21, 1971, 97–99
- Städtischer Raum und politischer Machtbereich in der Entwicklung der griechischen Polis, in: Gymnasium 77 (1970), S. 484–507
- Latein im Sprachunterricht einer neuen Schule. Mit einem Anhang von Peter Timm und Günter Asseburg. Stuttgart: Klett 1972 (Der altsprachliche Unterricht, 2), ISBN 3-12-963920-9
- Handbuch für Studienreferendare. Sachorientierte Unterrichtsplanung und -realisierung, Lehrer und Lerngruppe. Stuttgart: Klett 1977, 2. Aufl. 1978, ISBN 3-12-921990-0
- Iranisches Tagebuch. 5 Jahre Revolution. Verlag Libertäre Assoziation e. V., Hamburg 1983, ISBN 3-922611-51-6. Inhaltsverzeichnis
- Rezension von: Robert Browning: Medieval and Modern Greek. Cambridge: Cambridge University Press 1969, 2. Aufl. 1983, ISBN 0-521-23488-3, In: Gymnasium 93, 1986, S. 184–189
- Der kurdisch-armenische Raum. Eine Einführung, in: Gymnasium 94, 1987, S. 385–420
- Die Freiheit der Griechen und ihr Sänger. Zum 200. Geburtstag des Dichters Dionysios Solomos (1798–1857). Romiosini, Köln 1999, ISBN 3-929889-32-3 (Buchanzeige)

| Personendaten    | Personendaten                              |
| ---------------- | ------------------------------------------ |
| NAME             | Drögemüller, Hans-Peter                    |
| ALTERNATIVNAMEN  | Drögemüller, Hans-Peter August Hugo        |
| KURZBESCHREIBUNG | deutscher Altphilologe und Gymnasiallehrer |
| GEBURTSDATUM     | 10. März 1932                              |
| GEBURTSORT       | Hamburg                                    |
| STERBEDATUM      | 19. August 2015                            |
| STERBEORT        | Heist                                      |